# Praemium Imperiale
Le Praemium Imperiale (litt. « Prix impérial ») est un prix attribué depuis 1989 par la famille impériale du Japon au nom de l'Association japonaise des beaux-arts (日本美術協会, Nihon bijutsu kyōkai). Il récompense chaque année des artistes pour une œuvre accomplie dans l'un des six domaines suivants : peinture, sculpture, architecture, musique, théâtre ou cinéma. Sa devise -latine- est Pulchrum, Creatio, Inspiratio.
Le prix récompense des contributions remarquables pour le développement, la promotion et le progrès des arts, et a pu parfois être considéré comme l'équivalent du prix Nobel dans ces domaines.

## Histoire
Le Praemium Imperial est remis en mémoire de son altesse impériale le prince Takamatsu (1905-1987), jeune frère de l'empereur Hirohito qui régna de 1926 à 1989. Le prince Takamatsu était connu pour son soutien aux arts. Il fut le président de l’Association japonaise des beaux-arts de 1929 jusqu’à sa mort en 1987. On sait par son journal qu’il avait très tôt milité pour la fin des hostilités contre les États-Unis. Après la guerre, quand le Japon a commencé à se développer économiquement, le prince Takamatsu voyait dans les arts un moyen de parvenir à l’entente et à la paix. Ce sont ces principes qui gouvernent à la création du prix.

## Organisation
Les lauréats sont annoncés en septembre. La cérémonie de remise de prix se tient à Tokyo, au Japon, en octobre ou novembre. Cette cérémonie a lieu en présence de son altesse impériale le prince Masahito de Hitachi, oncle de l'actuel empereur Naruhito, président de l’Association japonaise des beaux-arts, au Meiji Kinennkann (mémorial Meiji). Le prix consiste en une médaille et 15 millions de yens japonais, soit l'équivalent d'environ 125 000 €.
Les lauréats sont recommandés par des conseillers internationaux puis choisis par un comité anonyme de l’Association japonaise des beaux-Arts. Jacques Chirac, David Rockefeller, David Rockefeller Jr., Helmut Schmidt et François Pinault sont, ou furent, conseillers honorifiques.

## Lauréats

### Peinture
- 1989 :  Willem de Kooning et 
  -  David Hockney
- 1990 :  Antoni Tàpies
- 1991 :  Balthus
- 1992 :  Pierre Soulages
- 1993 :  Jasper Johns
- 1994 :  Zao Wou-Ki
- 1995 :  Roberto Matta
- 1996 :  Cy Twombly
- 1997 :  Gerhard Richter
- 1998 :  Robert Rauschenberg
- 1999 :  Anselm Kiefer
- 2000 :  Ellsworth Kelly
- 2001 :  Lee Ufan
- 2002 :  Sigmar Polke
- 2003 :  Bridget Riley
- 2004 :  Georg Baselitz
- 2005 :  Robert Ryman
- 2006 :  Yayoi Kusama
- 2007 :  Daniel Buren
- 2008 :  Richard Hamilton
- 2009 :  Hiroshi Sugimoto
- 2010 :  Enrico Castellani
- 2011 :  Bill Viola
- 2012 :  Cai Guo-Qiang
- 2013 :  Michelangelo Pistoletto
- 2014 :  Martial Raysse
- 2015 :  Tadanori Yokoo
- 2016 :  Cindy Sherman
- 2017 :  Shirin Neshat
- 2018 :  Pierre Alechinsky
- 2019 :  William Kentridge
- 2020 : Pas de prix
- 2021 : / Sebastião Salgado
- 2022 :  Giulio Paolini
- 2023 :  Vija Celmins
- 2024 :  Sophie Calle[4]
- 2025 :  Peter Doig[5]

### Sculpture
- 1989 :  Umberto Mastroianni
- 1990 :  Arnaldo Pomodoro
- 1991 :  Eduardo Chillida
- 1992 :  Anthony Caro
- 1993 :  Max Bill
- 1994 :  Richard Serra
- 1995 :  Christo et Jeanne-Claude
- 1996 :  César
- 1997 :  George Segal
- 1998 :  Dani Karavan
- 1999 :  Louise Bourgeois
- 2000 :  /  Niki de Saint Phalle
- 2001 :  Marta Pan
- 2002 :  Giuliano Vangi
- 2003 :  Mario Merz
- 2004 :  Bruce Nauman
- 2005 :  Issey Miyake
- 2006 :  Christian Boltanski
- 2007 :  Tony Cragg
- 2008 :  /  Ilya et Emilia Kabakov
- 2009 :  Richard Long
- 2010 :  Rebecca Horn
- 2011 :  Anish Kapoor
- 2012 :  Cecco Bonanotte (it)
- 2013 :  Antony Gormley
- 2014 :  Giuseppe Penone
- 2015 :  Wolfgang Laib
- 2016 :  Annette Messager
- 2017 :  El Anatsui
- 2018 :  Fujiko Nakaya
- 2019 :  /  Mona Hatoum
- 2020 : Pas de prix
- 2021 :  James Turrell
- 2022 :	 Ai Weiwei
- 2023 :  /  Olafur Eliasson
- 2024 :  Doris Salcedo[4]
- 2025 :  Marina Abramović[5]

### Architecture
- 1989 :  Ieoh Ming Pei
- 1990 :  James Stirling
- 1991 :  Gae Aulenti
- 1992 :  /  Frank O. Gehry
- 1993 :  Kenzo Tange
- 1994 :  Charles Correa
- 1995 :  Renzo Piano
- 1996 :  Tadao Ando
- 1997 :  Richard Meier
- 1998 :  Alvaro Siza
- 1999 :  Fumihiko Maki
- 2000 :  Richard Rogers
- 2001 :  Jean Nouvel
- 2002 :  Norman Foster
- 2003 :  Rem Koolhaas
- 2004 :  Oscar Niemeyer
- 2005 :  Yoshio Taniguchi
- 2006 :  Frei Otto
- 2007 :  Herzog & de Meuron
- 2008 :  Peter Zumthor
- 2009 :  /  Zaha Hadid
- 2010 :  Toyo Ito
- 2011 :  Ricardo Legorreta
- 2012 :  Henning Larsen
- 2013 :  David Chipperfield
- 2014 :  Steven Holl
- 2015 :  Dominique Perrault
- 2016 :  Paulo Mendes da Rocha
- 2017 :  Rafael Moneo
- 2018 :  Christian de Portzamparc
- 2019 :  Tod Williams et Billie Tsien
- 2020 : Pas de prix
- 2021 :  Glenn Murcutt
- 2022 :	 Kazuyo Sejima et Ryūe Nishizawa
- 2023 :  /  Diébédo Francis Kéré
- 2024 :  Shigeru Ban[4]
- 2025 :  Eduardo Souto de Moura[5]

### Musique
- 1989 :  Pierre Boulez
- 1990 :  Leonard Bernstein
- 1991 :  /  György Ligeti
- 1992 :  Alfred Schnittke
- 1993 :  Mstislav Rostropovitch
- 1994 :  Henri Dutilleux
- 1995 :  Andrew Lloyd Webber
- 1996 :  Luciano Berio
- 1997 :  Ravi Shankar
- 1998 :  Sofia Gubaidulina
- 1999 :  Oscar Peterson
- 2000 :  Hans Werner Henze
- 2001 :  Ornette Coleman
- 2002 :  Dietrich Fischer-Dieskau
- 2003 :  Claudio Abbado
- 2004 :  Krzysztof Penderecki
- 2005 :  /  Martha Argerich
- 2006 :  Steve Reich
- 2007 :  /  Daniel Barenboïm
- 2008 :  Zubin Mehta
- 2009 :  Alfred Brendel
- 2010 :  Maurizio Pollini
- 2011 :  Seiji Ozawa
- 2012 :  Philip Glass
- 2013 :  Plácido Domingo
- 2014 :  Arvo Pärt
- 2015 :  Mitsuko Uchida
- 2016 :  Gidon Kremer
- 2017 :  Youssou N'Dour
- 2018 :  Riccardo Muti
- 2019 :  Anne-Sophie Mutter
- 2020 : Pas de prix
- 2021 :  Yo-Yo Ma
- 2022 :  Krystian Zimerman
- 2023 :  Wynton Marsalis
- 2024 :  Maria João Pires[4]
- 2025 :  András Schiff[5]

### Théâtre et cinéma
- 1989 :  Marcel Carné
- 1990 :  Federico Fellini
- 1991 :  Ingmar Bergman
- 1992 :  Akira Kurosawa
- 1993 :  /  Maurice Béjart
- 1994 :  John Gielgud
- 1995 :  Nakamura Utaemon VI
- 1996 :  Andrzej Wajda
- 1997 :  Peter Brook
- 1998 :  Richard Attenborough
- 1999 :  Pina Bausch
- 2000 :  Stephen Sondheim
- 2001 :  Arthur Miller
- 2002 :  /  Jean-Luc Godard
- 2003 :  Ken Loach
- 2004 :  Abbas Kiarostami
- 2005 :  Merce Cunningham
- 2006 :  Maya Plisetskaya
- 2007 :  Ellen Stewart
- 2008 :  Sakata Tōjūrō IV
- 2009 :  /  Tom Stoppard
- 2010 :  Sophia Loren
- 2011 :  Judi Dench
- 2012 :  Yōko Morishita
- 2013 :  Francis Ford Coppola
- 2014 :  Athol Fugard
- 2015 :  Sylvie Guillem
- 2016 :  /   Martin Scorsese
- 2017 :  /  Mikhail Baryshnikov
- 2018 :  Catherine Deneuve
- 2019 :  Bandō Tamasaburō V
- 2020 : Pas de prix
- 2021 : Pas de prix
- 2022 :  Wim Wenders
- 2023 :  Robert Wilson
- 2024 :  Ang Lee[4]
- 2025 :  Anne Teresa De Keersmaeker[5]